# Sultanzade
Sultanzade es el título otomano dado a los hijos de las princesas otomanas, descendientes femeninas del soberano en línea masculina. Es equivalente al título de şehzade. Su equivalente en español sería el de príncipe. El equivalente femenimo es hanimsultan.

## Término
Sultán (سلطان) es una palabra de origen árabe, originalmente significaba "autoridad"  y -zade es un sufijo persa que significa  'hijo de', 'hija de', 'descendiente de', o 'nacido de'. Sultanzade Literalmente significa "descendiente del Sultán".